# Philippe Corti
Pour les articles homonymes, voir Corti.
Philippe Corti, de son vrai nom Philippe Corticchiato, né le 5 octobre 1958 à Millau, est un DJ et acteur français.
Il est apparu dans de nombreuses émissions de Thierry Ardisson, avec lequel il est ami depuis 1986.

## Biographie
Les parents et les grands-parents de Philippe Corti sont corses. Ses parents étaient tous deux instituteurs. Sa jeunesse se passe en famille avec des vacances en Corse. Après son baccalauréat, il a fait deux ans en faculté de Droit à Nîmes, avant d'abandonner pour les dance-floors après son service militaire. Il commence sa carrière en tant que disquaire à partir de 1979 en travaillant le week-end. En 1981, sa carrière professionnelle débute réellement, il travaille dans plusieurs discothèques (Le Sholmes à Rochefort du Gard, Le Privé aux Angles près d'Avignon). En 1985, avec 50 000 francs, il ouvre son propre club, à Port-Camargue, La Scatola, sans tables ni chaises. Il va acquérir sa réputation en gérant cet établissement, où il anime de nombreuses soirées en diffusant des musiques en dehors des modes tels Luis Mariano, les Gipsy Kings, Claude François ou Dalida. Il est alors soutenu par le couturier Christian Lacroix. Son véritable départ médiatique a lieu lorsque Yves Mourousi lui demande d'animer la soirée de son mariage à Nîmes en 1985 devant plus de 30 000 personnes.
Il débarque à Paris en 1986 et y monte le club Le Distriko ; les célébrités s'y côtoient. La même année, il rencontre l’animateur Thierry Ardisson qui lui propose d'intégrer l'émission Bains de minuit sur La Cinq qu'il anime dans le club parisien Les Bains Douches. Corti continue à organiser des soirées dans des clubs comme Le Globo à Paris, à la Scatola à Port-Camargue, il est « DJ-Résident » au Queen, puis, en 1989, il reprend Le Papagayo à Saint-Tropez ; Libération titre : « Corti rebranche Saint-Tropez ». Le nom Corti devient une vraie référence dans le milieu de la nuit et il passe un temps directeur artistique du Palace, invitant David Guetta alors débutant à mixer.
Condamné à quatre ans de prison pour avoir été associé à un trafic de drogue au Papagayo, la célèbre boîte de nuit de Saint-Tropez où il mixait, il ne fait que deux années de détention, entre 1994 et 1996.  Ardisson lui propose en effet du travail sur son émission « Tout le monde en parle », lui permettant ainsi de réduire sa peine.
Il a joué le rôle du présentateur dans le film Bouge ! de Jérôme Cornuau sorti en 1997 avec entre autres Ophélie Winter, Bernard Le Coq, Léa Drucker, Élisabeth Depardieu et Samy Naceri.
Il revient aux Bains en 2002 à la suite de David Guetta. Il est invité à souper par Thierry Ardisson dans son émission 93, faubourg Saint-Honoré lors du 3e épisode de la 1re saison le 28 octobre 2003. Philippe Corti sort son premier album en 2004 intitulé Un Dur, Un Vrai, Un Tatoué tiré d'une chanson interprétée par Fernandel et figurant sur l’album. Il y fait revivre les chansons d’après guerre interprétées par Fernandel ou encore Maurice Chevalier.
Il est DJ de l'émission de Thierry Ardisson : Tout le monde en parle sur France 2 de 2004 jusqu'à la dernière le 8 juillet 2006 où il faisait des blind-tests, mais également bien avant lors de l'émission Lunettes noires pour nuits blanches et encore avant pour Bains de minuit, émission qui marque ses débuts.
Il est l'animateur musical pour Intervilles en 2005 sur France 2 et de 2006 à 2008 sur France 3. Durant les 4e et 5e émissions en 2008, Philippe Corti est remplacé par Matthieu Allard, son assistant, au poste de DJ après s'être fracturé des côtes. Il écrit un livre Autobiographie d'un DJ sorti en 2005 aux éditions Ramsay et préfacé par Frédéric Beigbeder.
De février à fin mai 2006, il joue dans une adaptation théâtrale du film Orange mécanique à Paris au cirque d'Hiver. La pièce, annoncée comme très crue, est interdite aux moins de seize ans en raison du caractère ultra-violent de l'œuvre. La pièce est mise en scène par Thierry Harcourt et produite par Philippe Hersent. Sagamore Stévenin y joue le rôle principal (qui devait être joué par Samy Naceri avant son incarcération) et Isabelle Pasco celui de la jeune femme violée. Philippe Corti y joue deux rôles, celui d’un vieux clochard chantant des folksongs irlandaises, qui sera la première victime d’Alex et sa bande et celui d’un gardien de prison.
Il est la voix off des Enfants de la télé depuis le 26 novembre 2011.
En 2013, il reprend le rôle de « Manu » Mordiconi, tenu auparavant par Frédéric Graziani, pour l'ultime saison de Mafiosa sur Canal+.
Il a été sacré « Roi du Blind Test » dans l'émission Le Grand Blind Test, présentée par Laurence Boccolini sur TF1.

## Albums et compilations
- Opération Corti, Music fashion, Corti 2000, Bons baisers de Corti, Corti Mix Party, Faisez les Cons avec Corti.

## Filmographie

### Télévision
- 2004 - 2007 : Sous le Soleil, 2004 à 2007, saisons 10, 12, 13 : Maréchal
- 2010 : Alice Nevers, le juge est une femme, saison 9 épisode 6 : Dany Swing
- 2014 : Mafiosa, saison 5 : Manu
- 2017 : Tensions au Cap Corse, téléfilm de Stéphanie Murat : Jo Cardi
- 2026 : Vendetta d'Ange Basterga

### Cinéma
- 1997 : Bouge ! de Jérôme Cornuau : le présentateur
- 2009 : R.T.T. de Frédéric Berthe : vigile n° 1
- 2022 : Permis de construire d'Éric Fraticelli : Loulou
- 2022 : Overdose d'Olivier Marchal : Nino Brachanti
- 2023 : Le Clan d'Éric Fraticelli : Max
- 2023 : Inestimable d'Éric Fraticelli : Félix